# Самсонка (Нерехтский район)
Самсонка — опустевшая деревня в Нерехтском районе Костромской области. Входит в состав Волжского сельского поселения.

## География
Находится в юго-западной части Костромской области на расстоянии приблизительно 26 км на восток по прямой от районного центра города Нерехта.

## История
В 1872 году было учтено 11 дворов, в 1907 году отмечено было также 11 дворов.

## Население
Постоянное население составляло 24 человека (1872 год), 47 (1897), 67 (1907), 0 как в 2002 году, так и в 2022.